# Ivanovo oblast
Ivanovo oblast, (russisk: Ивановская область, tr. Ivanovskaja oblast) er en af 46 oblaster i Den Russiske Føderation. Oblasten har et areal på 21.437 km² og 905.900 (2024) indbyggere. Oblastens administrative center er placeret i byen Ivanovo, der har 361.644 (2021) indbyggere. Andre større byer i oblasten er Kinesjma (russisk: Кинешма) med 77.694 (2021) indbyggere og Sjuja (russisk: Шуя), der har 55.225 (2021) indbyggere.

## Geografi
Ivanovo oblast ligger centralt i den europæiske del af Rusland i det Centrale føderale distrikt, mod nord grænser oblasten op til Kostroma oblast, mod øst Nisjnij Novgorod oblast, mod syd Vladimir oblast og Jaroslavl oblast mod vest. Oblastens næststørste by, Kinesjma, ligger ved bredden af floden Volga.

### Klima
Ivanovo oblast har fastlandsklima med lange, kolde vintre og korte, varme somre. Den koldeste måned er januar med en gennemsnitstemperatur på -12 °C i vest og -13 °C i øst. Den varmeste måned er juli med en gennemsnitstemperatur på ca. 18 °C.